# Междупрешленен диск
Междупрешленният диск се намира между прешлените на гръбначния стълб. Всеки диск формира фиброхрущялна става, за да позволи малко движение на прешлена и да служи като сухожилие, придържайки прешлена. Също така служи и като шоков абсорбатор за гръбначния стълб.

## Структура
Междупрешленият диск е съставен от външен фиброзен пръстен, който обгражда вътрешния гелоподобен център. Външният пръстен се състои от няколко пласта фиброхрущял, изграден от тип колаген 1 и тип 2. Този от тип 1 е концентриран в края на пръстена, където осигурява по-голяма устойчивост. Твърдият слой може да устои на притискаща сила. Фиброзният междупрешленен диск съдържа гелообразния център и помага за равномерното разпределение на натиска около диска. Това предотвратява развиването на стресови концентрации, способни да навредят на прешлените. Центърът съдържа свободни влакна в мукопротеинов гел. Той действа като шоков абсорбатор за тялото и поддържа двата прешлена заедно.
Има по един диск между всеки чифт прешлени, освен първия цервикален сегмент – атласа. Атласът е пръстен около продължението на аксиса (втория цервикален сегмент). Аксисът служи като пункт, около който атласът се върти, позволявайки движението на врата. В човешкия гръбначен стълб има 23 диска: 6 във врата (цервикалната) област, 12 в областта на гръдния кош и 5 в лумбалната област. Дисковете носят имената на прешлените, намиращи се над и под тях. Дискът между петия и шестия прешлен например се нарича C5-6.

## Развитие
По време на развитието и при раждане, прешленните дискове осигуряват определено съдово снабдяване към хрущялните крайни плочи. То бързо дезинтегрира, оставяйки хората, достигнали зрялост, без почти никакво директно кръвоснабдяване.

## Функция
Функцията на междупрешленния диск е да разделя прешлените и да осигурява повърхност за шокоабсорбиращия гел на прешленния център. Центърът служи за разпределение на хидравличното налягане във всички посоки във вътрешността на междупрешленения диск.